# 洲崎綾
洲崎綾（日语：／ Suzaki Aya，1986年12月25日—），日本女性聲優。隷屬於I'm Enterprise。出生於石川縣金澤市。血型O型。

## 經歷
- 東京學藝大學[4]在校期間進入日本播音演技研究所[5]。畢業之後在一般公司擔任OL[1]，直到2010年在《爆漫王。》擔任角色配音正式出道。擔任作品中女主角亞豆美保所組成的聲優團體成員天音美紗代的配音。與飾演亞豆美保的早見沙織及飾演松田桃子的春宮茉由（日语：春宮茉由）為同事及好友，也在作品中出現的聖視覺女學院高等部合唱部擔任歌唱[6]。
- 在電視動畫《玉子市場》的試鏡會上，下意識地改變聲音，自然地將自己最大限度的可愛聲音呈現出來，因而第一次獲選為主角。這部作品同時也是她第一次作為正式成員演出的作品[7]。
- 2015年，獲得第9回聲優獎的新人女優賞[8]。
- 2019年12月31日，宣布与脚本作家伊福部崇（日语：伊福部崇）的婚讯。

## 人物
- 在家排行老大。有個小兩歲的弟弟[9]。
- 中學與高中的時候都參加軟式網球社。中學時曾擔任社團副社長[10]。
- 中學的時候看了《名偵探柯南》，是她成為聲優的契機。
- 崇拜的聲優是林原惠，曾經在2003年9月打電話進NHK節目「小孩子夢想提問箱（子供夢質問箱）」節目中向林原請教對於聲優的職涯規劃[11]，另外在2014年4月12日的《林原惠的東京不羈夜》上擔任嘉賓[12]。
- 喜歡的運動是軟式網球與水肺潛水；擅長唱歌，特技是小號及花道，並擁有英檢3級、珠算初段，及幼稚園、小學、特殊學校的教育職員證書。

## 演出作品
※粗體字為主要角色

### 電視動畫
2010年
- 爆漫王。（天音美紗代）

2011年
- 魔乳秘劍帖（草C）

2012年
- 鄰座的怪同學（女學生B）
- 出包王女DARKNESS（女學生）

2013年
- 哆啦A夢（金刑事）
- 初音島III（中山）
- 我女友與青梅竹馬的慘烈修羅場（河地凜、女服務生）
- 玉子市場（北白川玉子）
- 鎖鎖美小姐@不好好努力（同學F）
- 我的朋友很少NEXT（Galgame、女孩）
- 琴浦小姐（店員）
- Little Busters!（由美）
- 爆漫王。3（中桂子）
- 寶石寵物 Happiness（學生）
- 我的妹妹哪有這麼可愛。（阿爾法、小蘭〈宮本蘭〉）
- 悠悠式（女學生C）
- 科學超電磁砲S（瀧壺理后、女學生）
- 變態王子與不笑貓（莫莉亞）
- 斯特拉女學院高等科C³部（和葉）
- 戰姬絕唱SYMPHOGEAR G（主持人）
- 蘿球社！SS（竹中柊）
- 黃金拼圖（女生同學B）
- 京騷戲畫（森林的少女）
- 穿透幻影的太陽（少女、凱特布魯姆〈少女〉）
- KILL la KILL（滿舰飾真子）

2014年
- 魔奇少年 The kingdom of magic（玛露迦）
- 鐵金剛少女Z（日语：ロボットガールズZ）（波西斯OII）
- 健全機鬥士（里肯姿·西貝里、廣播）
- 極黑的布倫希爾德（橘佳奈）
- 銀河騎士傳（星白閑）
- Aikatsu！偶像活動！（夏樹未來）
- 三坪房間的侵略者！？（笠置靜香）
- TRINITY SEVEN（賽莉娜·夏洛克）
- （江藤胡桃）

2015年
- 艦隊Collection -艦Colle-（曉、響、雷、電、最上、鳳翔）
- 暗殺教室（茅野楓）
- 偶像大師 灰姑娘女孩（新田美波）
- 在地下城尋求邂逅是否搞錯了什麼（可蘿伊·羅洛）
- 境界之輪迴（莉佳、美少女B、女子E）
- 御神樂學園組曲（蓮見真琴）
- 放學後的昴星團（葵的朋友）
- 銀河騎士傳 第九行星戰役（白羽衣紬、紅天蛾）
- Classroom☆Crisis（花岡翼）
- 出包王女DARKNESS 2nd（馬利摩塔）
- 洲崎西 THE ANIMATION（洲崎綾）
- 女武神驅動 -美人魚-（神樂坂倫花）
- RWBY（诺拉·瓦尔基里）

2016年
- 暗殺教室 第2期（茅野楓）
- 夢幻之星Online2 The Animation（鷲宮氷莉）
- 亞人（永井慧理子）
- 境界之輪迴 第2期（莉佳）
- D.Gray-man HALLOW（艾米莉亞）
- TABOO TATTOO－禁忌咒紋－（哈拉）
- 腐男子高校生活（西原留美）
- 藍海少女！（井口真里、女子A、女子B、公主）
- 伯納德小姐說（長谷川澄香）
- 夢幻慶典（澤村唯弦〈兒童時代〉）
- Lostorage incited WIXOSS（多娜）
- 亞人 第2期（永井慧理子）

2017年
- ACCA13區監察課（艾達）
- 偶像大師 灰姑娘女孩劇場（新田美波）
- 櫻花任務（木春汀）
- 戰鬥女子學園（星月美紀）
- 時間支配者（少年A）
- 咕嚕咕嚕魔法陣（丘兒）
- 偶像大師 灰姑娘劇場 第二期（新田美波）
- 十二大戰（伊能清子）
- 側車搭檔（宍戶真里藍、宍戶由里藍）

2018年
- 擁抱！光之美少女（一條蘭世）
- 罪人與龍共舞（アーゼル）
- 藍海少女！～Advance～（小日向木靈）
- BanG Dream! Girls Band Party!☆PICO（月島麻里奈）
- Happy Sugar Life（飛驒翔子[13]）
- 魔法禁書目錄III（瀧壺理后[14]）
- RELEASE THE SPYCE（八千代命[15]）
- 不受歡迎之家（本鄉妙）
- 只要別西卜大小姐喜歡就好（摩莉甘）
- 妖怪旅館營業中（愛）

2019年
- BanG Dream! 2nd Season（月島麻里奈）
- 魔法少女特殊戰明日香（大鳥居明日香[16]）
- 在地下城尋求邂逅是否搞錯了什麼II（可蘿伊·羅洛）
- 神田川JET GIRLS（滿腹黑丸[17]）

2020年
- BanG Dream! 3rd Season（月島麻里奈）
- 蠟筆小新（出藍松子、幼兒園兒童A）
- 超異域公主連結 Re:Dive（花凜[18]）
- 昨日之歌（福田梢[19]）
- BanG Dream! Girls Band Party!☆PICO ～大份～（月島麻里奈）
- 異常生物見聞錄（莉莉）
- 弩級戰隊HXEROS（看守蟲）
- 科學超電磁砲T（瀧壺理后）
- 突擊莉莉 BOUQUET（田中壹[20]）
- 鐵路浪漫譚（汽子[21]）
- 小碧藍幻想！（庫庫魯）

2021年
- BACK ARROW（亞塔莉·艾利耶爾）
- 神奇柑仔店（葛城美彌）
- BanG Dream! Girls Band Party!☆PICO Fever!（月島麻里奈）
- 鬥神姬（ルナ・マリアノ・ペレス・ルピアノ）
- 宿命迴響：命運節拍（胡桃鉗）

2022年
- CUE!（五十鈴りお）
- 超異域公主連結 Re:Dive Season 2（花凜）
- 少女前線（SKS）
- BanG Dream! 少女樂團派對！5週年紀念動畫 -CiRCLE THANKS PARTY!-（月島麻里奈）
- 闇影詩章F（エリナ）
- RWBY 冰雪帝國（諾拉·瓦爾基里[22]）
- Extreme Hearts（北条惠美）
- 惑星公主蜥蜴騎士（白道八宵）
- 在地下城尋求邂逅是否搞錯了什麼IV（可蘿伊·羅洛）
- 艦隊Collection 總有一天，在那片海（最上、響）

2023年
- 異世界悠閒農家（蒂雅[23]）
- 艦隊Collection 總有一天，在那片海（青葉、鳳翔）
- 放學後失眠的你（幼年丸太、播報員）
- 聖劍學院的魔劍使（蕾吉娜[24]）
- 川越男子合唱團（飯島リカ[25]）

2025年
- 聖騎士之戰 奮戰：DUAL RULERS（艾爾菲爾特＝瓦倫蒂[26]）
- 靈異教師神眉（稻葉鄉子[27]）
- 妖怪旅館營業中 貳（愛[28]）

時期未定
- 暗部少女共棲（瀧壺理后[29]）

### OVA
2013年
- 魔法少女☆偶像之星 加儂100%（梢）※單行本第22卷附贈DVD特別版
- 翠星上的加爾岡緹亞（小孩）

2014年
- 堀與宮村（女子B）

### 劇場版動畫
2014年
- 玉子愛情故事（北白川玉子）

2015年
- <harmony/>（零下堂希安）
- 亞人 -衝動-（永井慧理子）

2017年
- 劇場版 TRINITY SEVEN -悠久圖書館與鍊金術少女-（賽莉娜·夏洛克）
- BLAME!（妙[30]）

2019年
- 劇場版 TRINITY SEVEN -天空圖書館與緋紅的魔王-（賽莉娜·夏洛克）

### Web動畫
2017年
- 怪物彈珠（月讀）

2019年
- 絲襪視界（萌黃穗美）

### 遊戲
2011年
- 少女射擊 GALGUN（三門綾菜、月宮圓、星野五月、藤野沙織）

2012年
- 戀愛與選舉與巧克力 PORTABLE（貓貓系統聲）
- 偶像大師 閃耀祭典（外國人的小孩A）
- 夢幻之星Online2（鷲宮氷莉）

2013年
- 偶像大師 灰姑娘女孩（新田美波）
- 秋葉原脫物語2（妹妹）
- 艦隊Collection -艦Colle-（最上、曉、響、雷、電、青葉、鳳翔、Верный）
- Wake Up, Girls! 舞台天使（大石陽菜）
- 變態王子與不笑貓（莫莉亞）
- 擂台☆夢想 女子摔角大戰（石狩美奈、日高瞬、路西法美香）
- UNDER NIGHT IN-BIRTH Exe:Late(美香)

2014年
- 女友伴身邊（江藤胡桃）
- 巫女之社（大歲綾乃）
- 戀Q部！（西尾玲）
- Guilty Gear Xrd -SIGN-／聖騎士之戰 Xrd（艾爾菲特·瓦倫蒂）
- BeatStream（Bisco）

2015年
- FLOWERS 夏篇（考崎千鳥）
- POSSESSION MAGENTA（祭綾女）
- 蘇菲的鍊金工房～不可思議書的鍊金術士～（莫妮卡·艾門萊希）
- 戰鬥女子學園（星月美纪）
- 白貓Project (チェルシー)
- UNDER 
NIGHT IN-BIRTH Exe:Late[st](美香)

2016年
- 偶像事變（一花向日葵）
- 感染×少女（鳴海遙、風原緒海）
- FLOWERS 秋篇（考崎千鳥）
- PURAMAI WARS V（水無月未菜）

2017年
- 閃亂神樂 PEACH BEACH SPLASH（神樂坂倫花）
- BanG Dream! 少女樂團派對（月島麻里奈）
- 星光戰姬 Master of Eternity[註 1]（雷亞斯）
- FLOWERS 冬篇（考崎千鳥[31]）
- 魔法紀錄 魔法少女小圓外傳（胡桃愛香）
- 聖火降魔錄 英雄雲集（尼尼安）

2018年
- 蒼之三國志（郭皇后）
- SOULCALIBUR VI（柴香華）
- 天華百劍-斬-（數珠丸恆次）
- 超異域公主連結 Re:Dive（花凜）
- 劍魂VI（柴香華）
- 傳說對決（愛麗絲）
- 妖怪百姬！（阿弖流為）
- 白貓Project (シェリル)
- 蒼翼默示錄：交叉組隊戰 (美香)
- 碧藍航線（龍驤）
- 永恆冒險（賽琪）

2019年
- 白金火車（日语：プラチナ・トレイン）（兒玉光）
- RELEASE THE SPYCE secret fragrance（八千代命[32]）
- CLOSERS（索瑪[33]）
- 魔法禁书目录 幻想收束（泷壶理后）

2020年
- UNDER NIGHT IN-BIRTH Exe:Late[cl-r](美香)

2021年
- Crash Fever（呂雉）
- 原神（早柚）

2022年
- 異度神劍3（瑪娜娜）
- 深空之眼（障月阿修罗）
- 守望傳說（卡蘿）
- 聖火降魔錄 英雄雲集（瑪莉亞）

2023年
- 宿命迴響（胡桃鉗）
- 极速领域超限激斗（怪博士/新田美波/序列未来LYR）

### 廣播
- （來賓出演）
- 津田美波的華劇廣播（バナフェス!タウン、2011年10月19日 - 12月28日）
- 進藤尚美的華劇廣播
- 洲崎綾的！（バナフェス!タウン、2012年1月4日 - 2月29日）
- ！洲崎綾的華劇廣播（バナフェス!タウン、2012年3月7日 - 3月28日）
- THE IDOLM@STER STATION!!+（嘉賓出演）
- 洲崎西（文化放送超!A&G+：2013年7月2日 - ）
- KILL la KILL Radio（音泉：2013年10月15日 - 2014年4月29日）

### Drama CD
- 浮雲亭物語三席（雲路的崇拜者）
- （漁火）
- Magnolia（女學生B）
- YUMEKURI
- （川島亞理紗）

### 廣播劇CD
- ☆Spin off CD 絕對田村第五季
- 伊王野女王狂熱的愛情（凱絲·露珊斯）
- sister-in-law!（內海愛姫[34]）

### 其他
- 華劇（成瀨修子）

### 音樂CD
| 發售日   | 名稱                                                                                           | 演唱名義 | 歌曲名稱                                                                                 | 商業搭配                                                |
| 2011年   | 2011年                                                                                         | 2011年 | 2011年                                                                                   | 2011年                                                  |
| -------- | ---------------------------------------------------------------------------------------------- | --- | ---------------------------------------------------------------------------------------- | ------------------------------------------------------- |
| 3月9日   | 絶対☆少女主義!!                                                                                | 聖視覺女學院合唱部（starring 早見沙織和聖美女隊）                                                                                | 「」 「」                                                                                | 電視動畫《爆漫王。》劇中劇「聖視覺女學院高等部」OP&ED曲 |
| 2013年   |                                                                                                | |                                                                                          |                                                         |
| 1月25日  |                                                                                                | 北白川玉子（洲崎綾） | 「」 「」                                                                                | 電視動畫《玉子市場》片頭曲                              |
| 1月25日  |                                                                                                | 北白川玉子（洲崎綾） | 「」 「キミの魔法」                                                                      | 電視動畫《玉子市場》片尾曲                              |
| 2月20日  | twinkle ride CD                                                                                | 北白川玉子（洲崎綾） | 「」                                                                                     | 電視動畫《玉子市場》角色歌曲                            |
| 2月20日  | twinkle ride CD                                                                                | 北白川玉子（洲崎綾）、常盤綠（金子有希）、牧野神奈（長妻樹里）、北白川餡子（日高里菜）、朝霧史織（山下百合惠）、侍女（山岡百合） | 「」                                                                                     | 電視動畫《玉子市場》角色歌曲                            |
| 5月22日  | THE IDOLM@STER CINDERELLA MASTER 019 新田美波                                                  | 新田美波（洲崎綾） | 「」                                                                                     | Mobage《偶像大師 灰姑娘女孩》角色歌                     |
| 9月25日  | THE IDOLM@STER CINDERELLA MASTER cool jewelries! 001                                           | 澀谷凜（福原綾香）、高垣楓（早見沙織）、神崎蘭子（内田真禮）、多田李衣菜（青木瑠璃子）、新田美波（洲崎綾）                       | 「Nation Blue」                                                                          | 社交遊戲《偶像大師 灰姑娘女孩》                         |
| 9月25日  | THE IDOLM@STER CINDERELLA MASTER cool jewelries! 001                                           | 澀谷凜（福原綾香）、高垣楓（早見沙織）、神崎蘭子（内田真禮）、多田李衣菜（青木瑠璃子）、新田美波（洲崎綾）                       | 「」                                                                                     | 社交遊戲《偶像大師 灰姑娘女孩》                         |
| 9月25日  | THE IDOLM@STER CINDERELLA MASTER cool jewelries! 001                                           | 新田美波（洲崎綾） | 「」                                                                                     | 社交遊戲《偶像大師 灰姑娘女孩》                         |
| 2014年   |                                                                                                | |                                                                                          |                                                         |
| 4月23日  | 極黑的布倫希爾德 Original Soundtrack                                                           | 黑羽寧子（種田梨沙）、橘佳奈（洲崎綾）、霞·施里恩曹恩（M・A・O）、鷹鳥小鳥（田所梓）                                             | 「」                                                                                     | 電視動畫《極黑的布倫希爾德》片尾曲                      |
| 4月30日  |                                                                                                | 洲崎綾 | 「」                                                                                     | 動畫電影《玉子愛情故事》主題曲                          |
| 4月30日  | 北白川玉子（洲崎綾）                                                                           | 「」 | 動畫電影《玉子愛情故事》角色歌                                                           |                                                         |
| 5月28日  |                                                                                                | 里肯姿·西貝里（洲崎綾） | 「」 「」                                                                                | 電視動畫《健全機鬥士》角色歌                            |
| 5月28日  | 機械少女Z Song Album 1                                                                         | 波西斯OII（洲崎綾） | 「」                                                                                     | 電視動畫《機械少女Z》角色歌                             |
| 8月3日   | KanColle Vocal Collection vol.1                                                                | 曉、響、雷、電（洲崎綾） | 「」                                                                                     | 網頁遊戲《艦隊收藏》角色歌                              |
| 8月17日  | 魔法少女OverAge歌唱：主題歌集                                                                  | 桐野櫻（洲崎綾） | 「」                                                                                     | 《魔法少女OverAge》角色歌                               |
| 8月20日  | 半熟少女                                                                                       | 深山紗巴（洲崎綾） | 「」                                                                                     | 廣播劇CD《半熟少女》角色歌                              |
| 8月20日  | 半熟少女                                                                                       | 深山紗巴（洲崎綾）、花岡瑠菜（山本希望）                                                                                         | 「」                                                                                     | 廣播劇CD《半熟少女》角色歌                              |
| 12月3日  | 洲崎西 MUSIC CLIP〜SEASIDE LIVE FES 2014〜                                                     | 洲崎西（洲崎綾、西明日香） | 「Happy New World」 「」 「G.F.Y.D」 「」 「New Horizon」（SEASIDE LIVE FES 2014主題曲） | 活動「SEASIDE LIVE FES 2014」参加曲                     |
| 12月19日 | TRINITY SEVEN 片尾曲 Theme4 ReSTART "THE WORLD"                                                | TWINKle MAGIC［莉賽洛德·夏洛克（東山奈央）、賽莉娜·夏洛克（洲崎綾）］                                                            | 「ReSTART "THE WORLD"」                                                                  | 電視動畫《TRINITY SEVEN》片尾曲                         |
| 2015年   |                                                                                                | |                                                                                          |                                                         |
| 1月21日  | 女友伴身邊 BD、DVD第1卷特典CD                                                                  | Neuron★Creamsoft［風町陽歌（早見沙織）、黑川凪子（後藤沙緒里）、蓬田菫（五十嵐裕美）、朝比奈桃子（小倉唯）、江藤胡桃（洲崎綾）］ | 「」                                                                                     | 電視動畫《女友伴身邊》片頭曲                            |
| 1月21日  | THE IDOLM@STER CINDERELLA GIRLS ANIMATION PROJECT 00 ST@RTER BEST                              | CINDERELLA PROJECT | 「 〜jewel parade〜」                                                                    | 電視動畫《偶像大師 灰姑娘女孩》角色歌                   |
| 2月4日   | 半熟少女2                                                                                      | 深山紗巴（洲崎綾） |                                                                                          | 廣播劇CD《半熟少女2》角色歌                             |
| 2月18日  |                                                                                                | ［潮田渚（淵上舞）、茅野楓（洲崎綾）、赤羽業（岡本信彥）、磯貝悠馬（逢坂良太）、前原陽斗（淺沼晉太郎）］                         | 「」                                                                                     | 電視動畫《暗殺教室》片頭曲                              |
| 2月18日  | THE IDOLM@STER CINDERELLA GIRLS ANIMATION PROJECT 01 Star!!                                    | CINDERELLA PROJEC | 「Star!!」                                                                               | 電視動畫《偶像大師 灰姑娘女孩》片頭曲                   |
| 3月18日  | THE IDOLM@STER CINDERELLA GIRLS ANIMATION PROJECT 02 Memories                                  | LOVE LAIKA［新田美波（洲崎綾）、安娜史塔希亞（上坂堇）］                                                                         | 「Memories」 「 -LOVE LAIKA Remix-」                                                     | 電視動畫《偶像大師 灰姑娘女孩》插入曲                   |
| 3月25日  | 艦娘乃歌 Vol.1                                                                                 | 響（洲崎綾） | 「」                                                                                     | 電視動畫《艦隊Collection -艦Colle-》角色歌              |
| 2018年   |                                                                                                | |                                                                                          |                                                         |
| 10月24日 | ／Hide & Seek                                                                                  | 月影 | 「」                                                                                     | 電視動畫《RELEASE THE SPYCE》片頭曲                     |
| 10月24日 | ／Hide & Seek                                                                                  | 月影 | 「Hide & Seek」                                                                          | 電視動畫《RELEASE THE SPYCE》片尾曲                     |
| 11月9日  | THE IDOLM@STER CINDERELLA GIRLS 6thLIVE MERRY-GO-ROUNDOME!!! MASTER SEASONS SUMMER! SOLO REMIX | 新田美波（洲崎綾） | 「」                                                                                     | 遊戲《偶像大師 灰姑娘女孩》相關歌曲                     |
| 11月21日 | RELEASE THE SPYCE 角色歌 楓&命                                                                 | 八千代命（洲崎綾） | 「」                                                                                     | 電視動畫《RELEASE THE SPYCE》片尾曲                     |
| 11月21日 | RELEASE THE SPYCE 角色歌 楓&命                                                                 | 相模楓（藤田茜）、八千代命（洲崎綾）                                                                                             | 「 -楓&命 Ver.-」                                                                        | 電視動畫《RELEASE THE SPYCE》相關歌曲                   |

### 组合成员
1. ↑  安齋由香里、沼倉愛美、藤田茜、洲崎綾、野口百合、內田彩

## 外部連結
- I'm Enterprise公式介紹頁 （页面存档备份，存于）（日語）
- Clown's Pocket！ （页面存档备份，存于）（Blog）（日語）
- Clown's Pocket！（舊Blog，停止更新）（日語）
- 洲崎綾的X（前Twitter）（日語）
- キルラキルラジオ音泉公式頁面 （页面存档备份，存于）（日語）